# Stedum

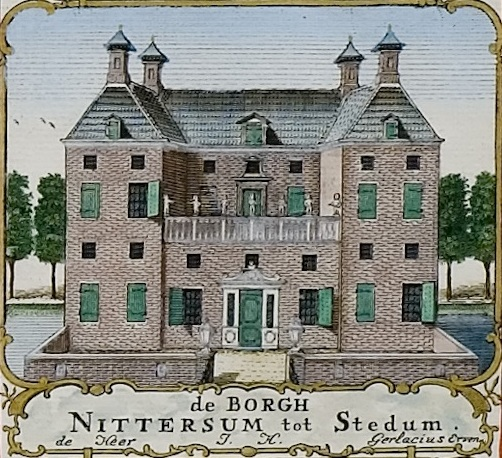
Raffigurazione di uno dei castelli realizzati nella tenuta di Nittersum a Stedum

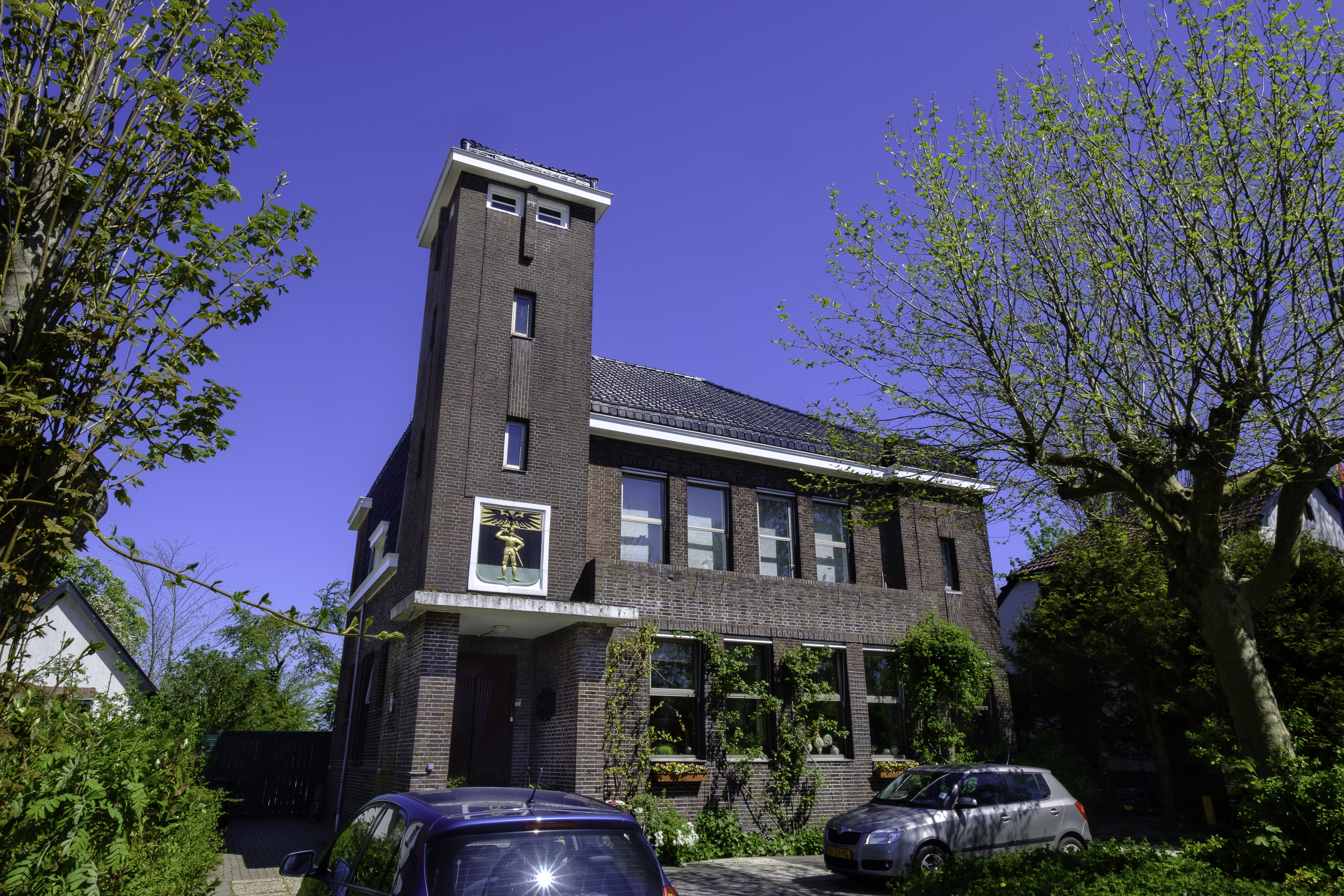
L'ex-municipio di Stedum

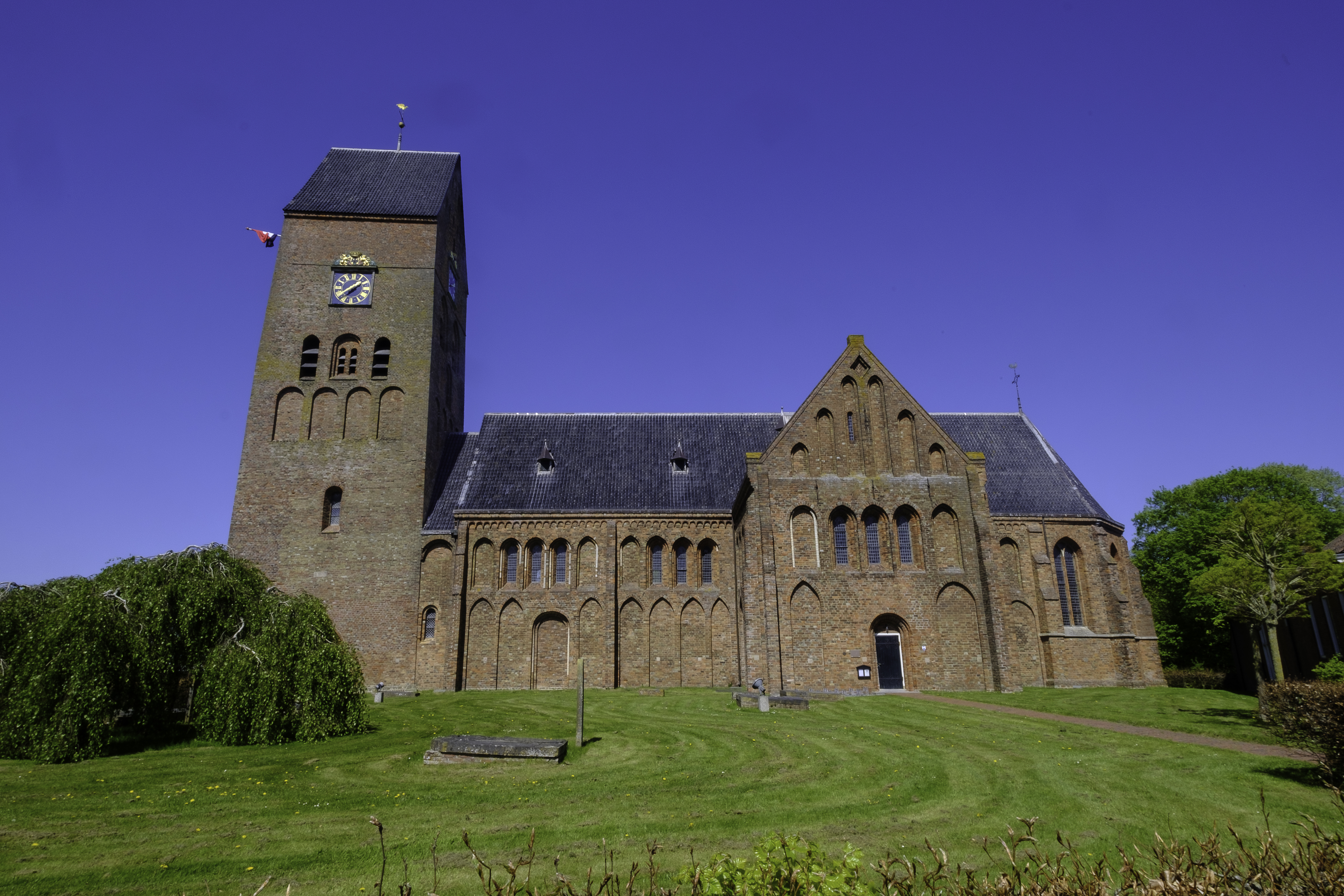
Stedum: la chiesa di San Bartolomeo

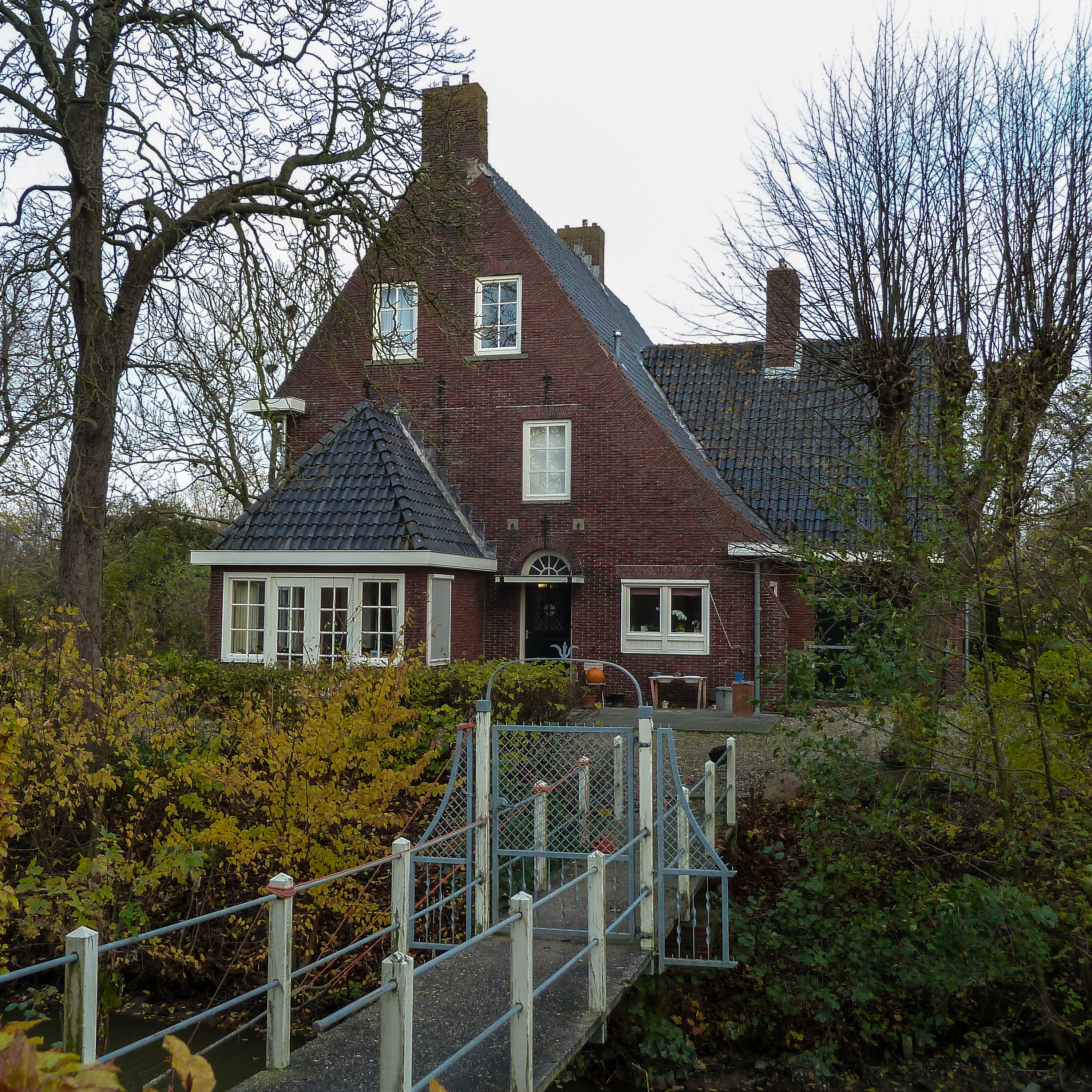
Stedum: l'antica canonica

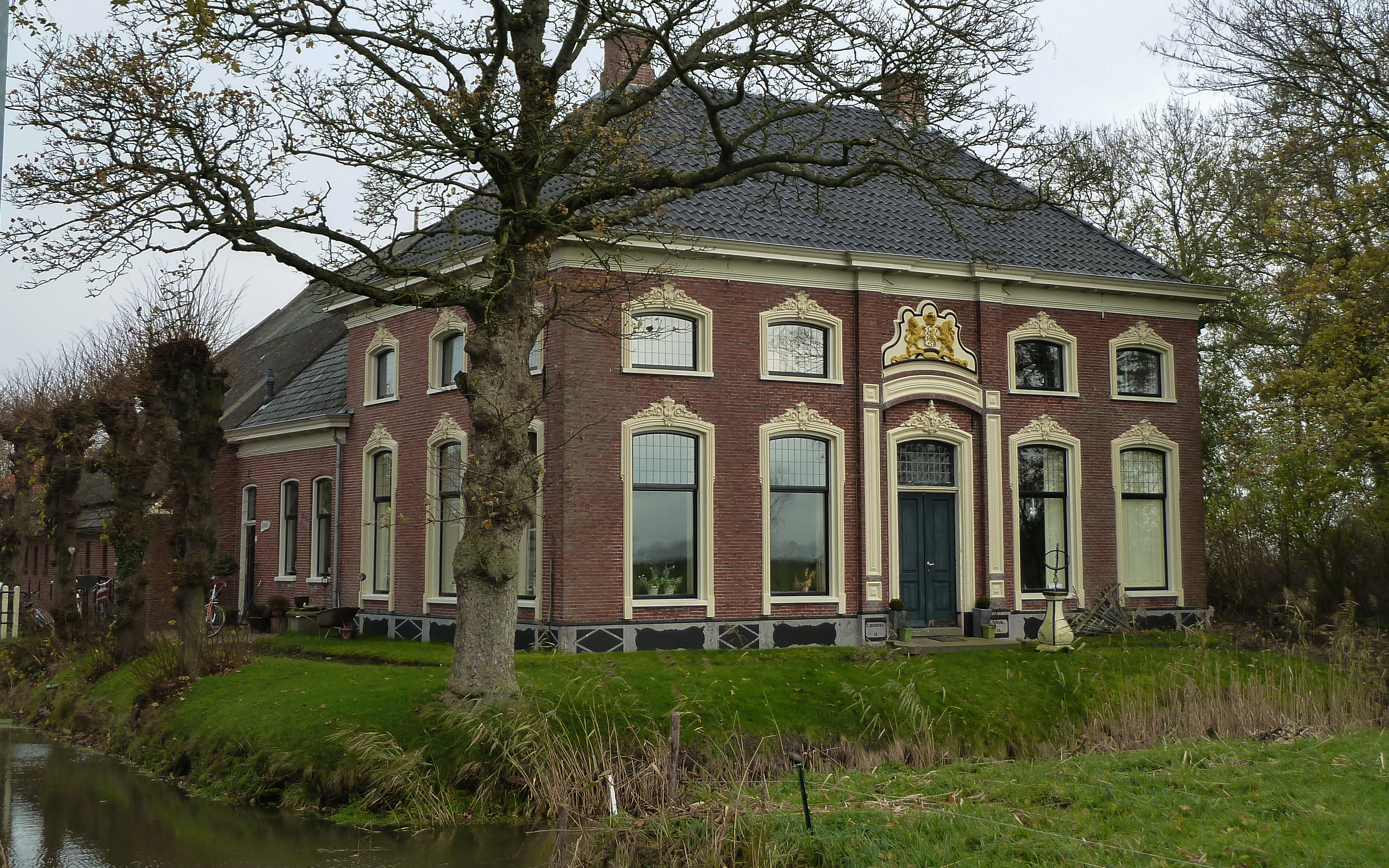
Stedum: la fattoria "Niehof"

Stedum (in Gronings: Steem)   è un villaggio (dorp) di circa 900-1.000 abitanti del nord-est dei Paesi Bassi, facente parte della provincia di Groninga (Groningen) e situato nella regione di Hoogeland.  Dal punto di vista amministrativo, si tratta di un ex-comune, dal 1991 accorpato alla municipalità di Loppersum, comune a sua volta inglobato nel 2021 nella nuova municipalità di Eemsdelta.

## Geografia fisica
Stedum si trova a nord/nord-est di Groninga e a pochi chilometri ad ovest della località costiera di Delfzijl (che si affaccia sul Mare del Nord), tra le località di Bedum e Loppersum (rispettivamente a nord della prima e a sud della seconda).
Il villaggio occupa una superficie di 14,37 km², di cui 0,07 km² sono costituiti da acqua.

## Origini del nome
Il toponimo Stedum, attestato per la prima volta in questa forma nel 1257 e anticamente come Stedion (X-XI secolo), Stedon (XI secolo), Stedem (1245) e Steum (1475), significa letteralmente "insediamento presso una fattoria".

## Storia

### Dalle origini ai giorni nostri
In origine, furono signori di Stedum  i componenti della famiglia Van Nittersum. Tra il XIII e il XIV secolo, erano menzionati quali signori di Stedum Eppo Eelwarduszoon van de Were, Ailvart Ripperda e Ailvart Ripperda.
In seguito, a partire dal 1471, divennero signori di Stedum i componenti della famiglia Clant, che rimase a capo della signoria fino alla fine del XVIII secolo.
Nel periodo in cui i Clant furono signori di Stedum, vennero costruiti almeno tre castelli all'interno della tenuta di Nittersum, tutti andati distrutti. Il primo di questi castelli di cui si abbia conoscenza (anche se forse esisteva già un predecessore) fu il castello di Eppo Nittersum, andato distrutto nel 1579; in seguito venne costruito il castello di Eilco Clant, realizzato nel 1594 e abbattuto nel 1669, anno in cui iniziò la costruzione, durata due anni, del castello di Johan Clant, a sua volta abbattuto nel 1819.
Non vi sono notizie certe sul fatto che i signori di Stedum risiedessero in questi castelli.

### Simboli
Lo stemma di Stedum è una combinazione dello stemma della giurisdizione di Stedum e di quello della famiglia Van Nittersum.

## Monumenti e luoghi d'interesse
Stedum vanta 16 edifici classificati come rijksmonument.

### Architetture religiose

#### Chiesa di San Bartolomeo
Principale edificio religioso di Stedum è la chiesa di San Bartolomeo (Bartholomeuskerk), situata a nr. 1 della Hoofdstraat e che presenta due campanili risalenti al XIII secolo e un coro risalente al XV secolo.

### Architetture civili

#### De Heemen
Altro edificio storico di Stedum è "De Heemen", una fattoria nella Bedumerweg risalente al 1826.

#### Niehof
Altra antica fattoria di Stedum è la "Niehof", situata lungo la Lopsterweg e risalente al 1875.

## Società

### Evoluzione demografica
Al censimento del 2021, Stedum contava una popolazione pari a 950 abitanti.
La popolazione al di sotto dei 16 anni era pari a 159 unità, mentre la popolazione dai 65 anni in su era pari a 195 unità.
La località ha conosciuto un progressivo decremento demografico a partire dal 2016, quando contava 1 025 abitanti (unica eccezione l'incremento che si è registrato tra il 2018 e il 2019, quando il villaggio è passato da 974 a 984 abitanti).

### Suddivisioni amministrative
Buurtschappen
- Crangeweer
- De Har (in parte)
- Lutjewijtwerd

## Cultura

### Eventi
- Feestweek Stedum (tra fine maggio e inizio giugno)